# Mourne Mountains
Mourne Mountains (irsk: Beanna Boirche), også kaldt the Mournes eller the Mountains of Mourne, er en bjergkæde i County Down i det sydøstlige Nordirland, som hovedsageligt bestående af granit. De inkluderer det højeste bjerg i Ulster, Slieve Donard med en højde på 850 m.
The Mournes er et Area of Outstanding Natural Beauty og det er blevet foreslået at gøre området til Nordirlands første nationalpark. Området er delvist ejet National Trust og det har over 50.000 besøgende om året.
Mourne Wall er en mur, der går over 15 af bjergtoppene og den blev anlagt tæt for dræningsområdet til Silent Valley og Ben Crom. Muren og det område den omkranser er ejet af Northern Ireland Water.

## I populærkulturen
Bjergkæden blev udødeliggjort i en sang skrevet af Percy French i 1896, "The Mountains of Mourne". Sangen er blevet idspillet af mange kunstnere, inklusive Don McLean, og er citeret i den irske musikgruppe Thin Lizzys sang "Roisin Dubh (Black Rose): A Rock Legend" fra 1979.
"The Mountains of Mourne" nævnes også i John Lennon's sang "The Luck of the Irish" på albummet Some Time in New York City.
Mange lokale malere har afbildet bjergene, inklusive Percy French, der skrev sangen om dem.
Mourne Mountains er blevet brugt til indspilningerne af HBO's tv-serie Game of Thrones til byen Vaes Dothrak.
Mourne Mountains havde også indflydelse på C. S. Lewis' skabelse af den mytiske verden i Narnia-fortællingerne series.